# John-T
John-T（じょんてぃー）は、日本のヒューマンビートボクサーである。

## 経歴
中学1年の時にレッド・ホット・チリ・ペッパーズを聴き、ギターを始める。
高校2年の後半頃、ビートボックスをしていた友達から影響を受けビートボックスを始める。
影響を受けたビートボクサーとしてスリザーを挙げており、彼の動画を視聴してから徐々にメロディアスなビート作りにシフトしていったと語っている。
2018年、WOKANISHIとのタッグチームJo-Wsでビートボックスバトルの全国大会であるJapan Beatbox Chanpionship（以下JBC）のタッグ部門に出場、優勝を果たす。
2019年、Jo-WsとしてAsia Beatbox Chanpionshipタッグ部門に出場し準優勝。
2019年のJBCタッグ部門では決勝で延長戦の末勝利、2連覇を果たす。
2022年、JBCの後継的なビートボックス全国大会であるJPN CUP ALLSTAR BEATBOX BATLLEに出場。動画予選を1位で通過し本戦ではベスト8という成績を残す。
2023年2月8日、ビートボクサーのYAMORIとタッグチーム「JAIRO」を結成。ビートボックスの世界大会であるGrand Beatbox Battleタッグ部門の動画予選を1位で通過し、本戦への出場権を得た。
本戦では、決勝でフランスのタッグチーム、Rogue waveに敗れ惜しくも準優勝となった。
2024年11月3日、前年度の結果を受けシード権を獲得し2年連続で臨んだGrand Beatbox Battle 2024では、他を圧倒し、見事Tag Team部門を優勝した。